# Anneke De Keersmaeker
Anneke (Ann) De Keersmaeker (Deurne, 1 oktober 1976) is een Vlaamse actrice en presentatrice.

## Levensloop
De Keersmaeker speelde als tiener van 1993 tot 1996 de rol van Veerle Geevaert in de Vlaamse soapserie Wittekerke. In 2004 keerde ze terug in de reeks, om uiteindelijk in 2008 definitief te eindigen. Verder speelde ze van 2001 tot 2003 de rol van verpleegster Fien Aerts in de ziekenhuisserie Spoed. Nadien was ze van 2015 tot 2018 regelmatig te zien als Wendy Stuyven in de soap Thuis.
In 2001 stond De Keersmaeker als presentatrice mee aan de wieg van JIMtv. In 2002 was ze enkele maanden te horen op Q-Music. In 2004 startte ze met presentatie van het spelprogramma Puzzeltijd, maar in 2006 verdween ze alweer van het scherm.
De Keersmaeker heeft een dochter, geboren eind 2007.
De Keersmaeker is de dochter van actrice Deedee Dalle. Zij speelde eveneens mee in Wittekerke, in het eerste seizoen.

## Als actrice

### Hoofdrollen
- Wittekerke - Veerle Geevaert (1993-1996, 2004-2008)
- Spoed - Fien Aerts (2000-2002, in 2003 meerdere gastoptredens)
- Auwch (2016-2019)

### Gastrollen
- Team Spirit: De serie 2 - Cathy (2005)
- En daarmee basta! - Kate (2005)
- Sara - Ella Bauwer (2008)
- Goesting - Loeka (2010)
- Dag & Nacht: Hotel Eburon - Iris (2010)
- Aspe - Isabelle Van Stavoort (2013)
- Thuis - Wendy Stuyven (2015-2017, 2018)

## Als presentatrice
- Puzzeltijd (2004-2006)
- Q-Music (2002)
- JIMtv (2001-2002)